# رابرت هاف اینترنشنال
رابرت هاف اینترنشنال (انگلیسی: Robert Half International) یک شرکت مشاوره منابع انسانی مستقر در منلو پارک، کالیفرنیا است، که در سال ۱۹۴۸ تأسیس شده‌است.